# Heber-Overgaard
Heber-Overgaard és una concentració de població designada pel cens dels Estats Units a l'estat d'Arizona. Segons el cens del 2000 tenia 2.722 habitants.

## Demografia
Segons el cens del 2000, Heber-Overgaard tenia 2.722 habitants, 1.154 habitatges, i 808 famílies La densitat de població era de 151,2 habitants/km².
Dels 1.154 habitatges en un 22,4% hi vivien nens de menys de 18 anys, en un 62,4% hi vivien parelles casades, en un 4,9% dones solteres, i en un 29,9% no eren unitats familiars. En el 24,3% dels habitatges hi vivien persones soles el 12,1% de les quals corresponia a persones de 65 anys o més que vivien soles. El nombre mitjà de persones vivint en cada habitatge era de 2,36 i el nombre mitjà de persones que vivien en cada família era de 2,79.
Per edats la població es repartia de la següent manera: un 21,6% tenia menys de 18 anys, un 5,1% entre 18 i 24, un 19,3% entre 25 i 44, un 31,6% de 45 a 60 i un 22,4% 65 anys o més.
L'edat mediana era de 48 anys. Per cada 100 dones de 18 o més anys hi havia 104,5 homes.
La renda mediana per habitatge era de 28.665 $ i la renda mediana per família de 35.380 $. Els homes tenien una renda mediana de 28.889 $ mentre que les dones 22.750 $. La renda per capita de la població era de 15.596 $. Aproximadament l'11,7% de les famílies i el 16,4% de la població estaven per davall del llindar de pobresa.

## Poblacions més properes
El següent diagrama mostra les poblacions més properes.